# Joelho
O joelho é uma articulação do corpo humano e de outros mamíferos. Formada pela extremidade distal do fêmur, pela extremidade proximal da tíbia (e pela patela (rótula).
O joelho ainda possui ligamentos que estabilizam a articulação, auxiliados pelos meniscos (interno ou medial e externo ou lateral), que estabilizam o joelho, e amortecem os impactos sobre as cartilagens.
A chave para uma articulação de joelho saudável é a estabilidade da articulação. A configuração óssea, os meniscos, os ligamentos, a cápsula e os músculos que cercam a articulação do joelho produzem a sua estabilidade.
Os ligamentos são os estabilizadores primários para a translação anterior e posterior, angulação vara e valga, e para a rotação interna e externa da articulação do joelho. O ligamento cruzado anterior (LCA) é a restrição predominante ao deslocamento tibial anterior, pois aceita 75% da força em extensão completa e um adicional de 10% (até 90.º) de flexão do joelho. Com esses dados fica evidente que o LCA é o mais exigido no dia a dia de uma pessoa saudável, que pratica esporte por lazer ou profissão.

## Anatomia humana
O joelho é uma articulação sinovial complexa. Na verdade, ele possui duas articulações separadas:
- A articulação fêmoro-patelar consiste na patela, um osso sesamóide que reside no interior do tendão do músculo anterior da coxa (músculo quadríceps femoral), e na superfície patelar na frente do fêmur, na qual ele desliza.
- A articulação fêmoro-tibial liga o fêmur (osso da coxa) à tíbia, o principal osso da perna. A articulação é banhada por um fluido sinovial viscoso, que está contido dentro da membrana sinovial, ou cápsula articular.

O escavamento atrás do joelho é conhecido como fossa

## Ligamentos
| Nome                                                             | Cápsula | Origem                                                                          | Inserção                                       | Descrição |
| ligamento cruzado anterior (LCA)                                 | dentro  | côndilo lateral do fêmur                                                        | área intercondilar anterior                    | O papel do LCA é prevenir o deslizamento anterior excessivo da tíbia em relação ao fêmur |
| ligamento cruzado posterior (LCP)                                | dentro  | côndilo medial do fêmur                                                         | área intercondilar posterior                   | A lesão deste ligamento é incomum, mas pode ocorrer resultando de uma força de tração traumática do ligamento. Este ligamento previne o deslizamento posterior excessivo da tíbia em relação ao fêmur.                                                                                                   |
| ligamento capsular                                               | -       | -                                                                               | -                                              | - |
| ligamento patelar                                                | fora    | patela                                                                          | tuberosidade da tíbia                          | - Também Chamado de Tendão Patelar pelo motivo de nao existir uma separação definida entre o tendao do quadriceps (o qual envolve a patela) e a area conectando a patela à tibia. Este forte ligamento ajuda no mecanismo de alavanca da patela e também funciona como tampão para os côndilos femorais. |
| ligamento colateral medial ou ligamento colateral tibial (LCM)   | fora    | epicôndilo medial do fêmur                                                      | condilo tibial medial                          | O Ligamento Colateral Medial protege a parte medial do joelho de ser aberto por uma força aplicada nas laterais do joelho (joelho valgo). |
| ligamento colateral lateral ou ligamento colateral fibular (LCL) | fora    | epicôndilo lateral do fêmur                                                     | cabeça da fíbula                               | o Ligamento Colateral Lateral protege as laterais do joelho de uma força dobrante interior (joelho varo). |
| ligamento poplíteo oblíquo                                       | fora    | côndilo externo do fémur                                                        | continuidade do tendão do semimembranoso       | Expansão Tendinosa dos musculo semimembranoso. Fortalece a parte de trás da capsula |
| ligamento poplíteo arqueado                                      | fora    | área intercondilar da tíbia côndilo lateral do fêmur a seguir da cabeça fibular | Conecta para a porção medial da cabeça fibular | Este ligamento fortalece o joelho posterolateralmente e quando lesionado está em combinação com uma lesão do tendão PCL e poplítea. |

### Menisco
Os meniscos são elementos cartilaginosos presentes na articulação do joelho que servem para proteger as extremidades dos ossos que se esfregam entre si e para efetivamente aprofundar os soquetes tibiais dentro dos quais o fêmur se prende. Eles também possuem papel na absorção de choque mecânico. Existem dois meniscos em cada joelho, o menisco medial e o menisco lateral. Um deles ou ambos podem ser lesionados, quando o joelho é rodado ou dobrado com força acima do normal, e ou sofre grande impacto.

### Movimentos
O joelho permite os seguintes movimentos: flexão, extensão, assim como uma leve rotação lateral e medial. O joelho também possui mecanismos especiais de travamento e destravamento, relacionados ao movimento dos côndilos femorais no platô tibial.
A flexão é permitida até 120º quando o quadril está estendido, 140º quando o quadril está flexionado e 160º quando o joelho é flexionado passivamente. A rotação medial é limitada a 10º e a lateral a 30º . A rotação medial e lateral só ocorre com o joelho flexionado.

### Lesão

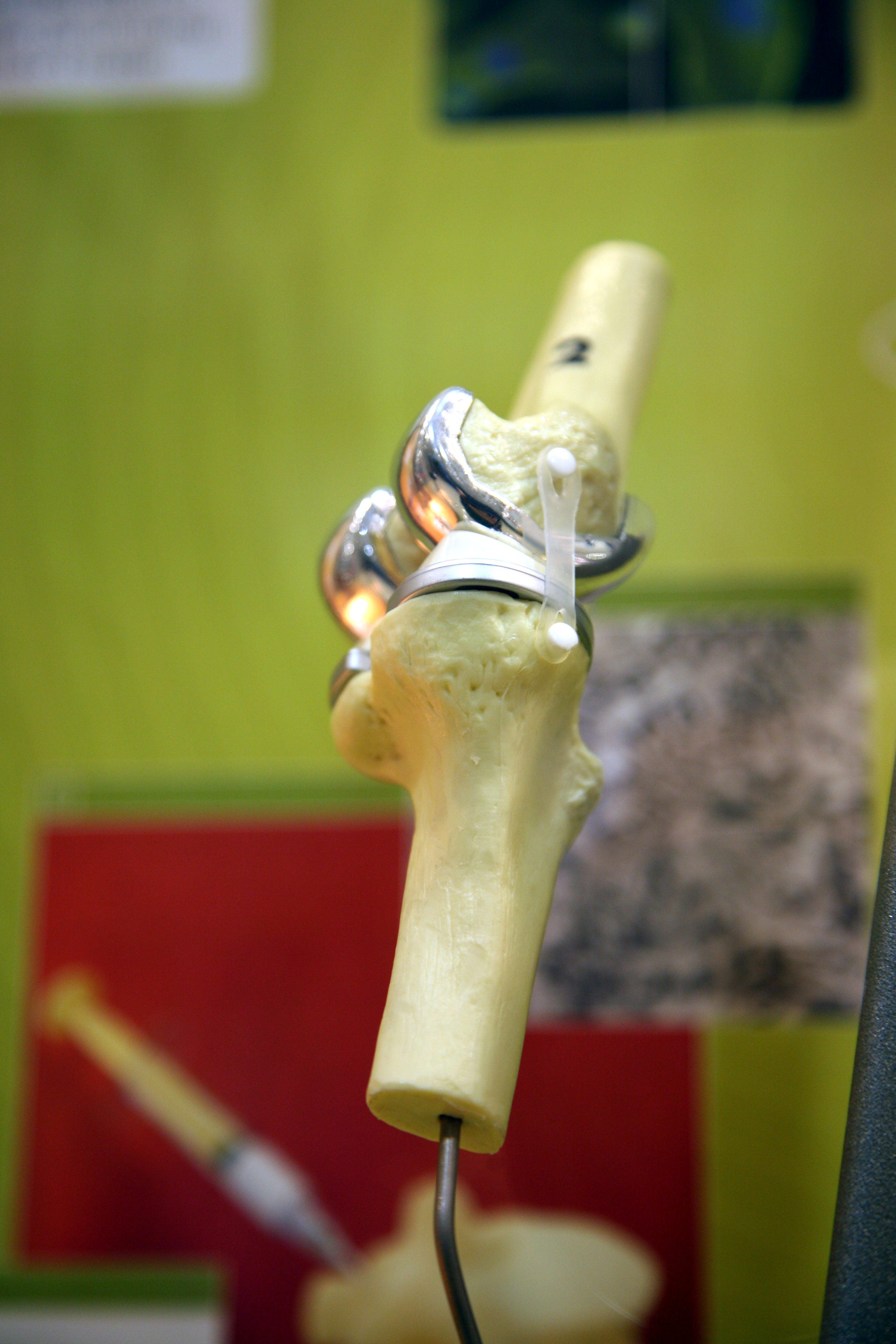
Joelho artificial.

Em esportes que impões muito impacto nos joelhos, especialmente forças de torção, é comum o rompimento de um ou mais ligamentos ou cartilagens do joelho. O ligamento cruzado anterior é frequentemente rompido como um resultado de uma rápida mudança na direção durante uma corrida ou como um resultado de algum outro tipo de movimento de torção violento. Ele também pode ser rompido com a extensão forçada além de sua amplitude normal, ou como resultado de forças sendo aplicadas lateralmente.
As lesões ligamentares podem ocorrer como um resultado da força que faz com que a articulação exceda sua amplitude de movimento (ADM) normal. Uma pancada no aspecto lateral da articulação do joelho ou da tíbia pode causar um estresse em valgo que resulta no rompimento dos ligamentos impedindo movimento em valgo. Da mesma forma a hiperextensão forçada do joelho pode causar rompimento dos ligamentos posteriores. Embora forças excessivas possam causar rupturas ligamentares, força de baixa magnitude pode também causar rompimentos em ligamentos enfraquecidos pela idade, doença, imobilização, esteróides ou insuficiência vascular. Devido a esses problemas, um fortalecimento dos músculos desta complexa articulação, com a devida orientação postural, fará com que as pessoas sejam cautelosas e mais seguras na prática dos esportes tais como futebol, basquete e atletismo.
Antes do advento da artroscopia, os pacientes que faziam cirurgia para um LCA necessitavam de pelo menos nove meses de reabilitação. Com as técnicas atuais de reconstrução do LCA, estes pacientes podem hoje estar caminhando sem dificuldades em duas semanas, e praticando esportes em poucos meses. 
Normalmente o tratamento de lesões no joelho podem incluir medidas como: descanso físico, órtese, fisioterapia  e em alguns casos, cirurgia. As opções de tratamento são escolhidas e aplicadas dependendo da localização, tipo e gravidade da lesão, bem como a idade, condição de saúde e nível de atividade (trabalho, esporte ou hobbies).

## Imagens adicionais

Ressonância magnética (RM) de um joelho.
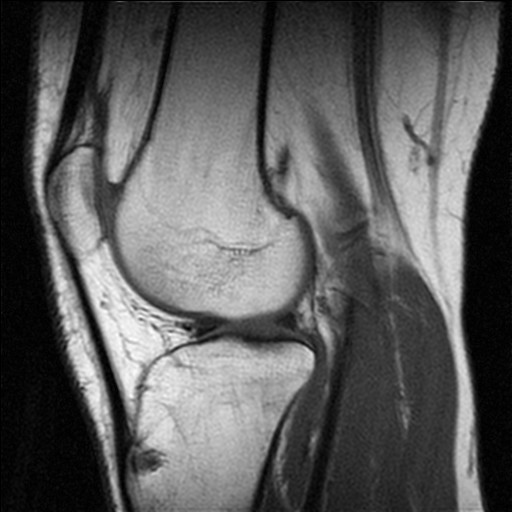
RM de um joelho.
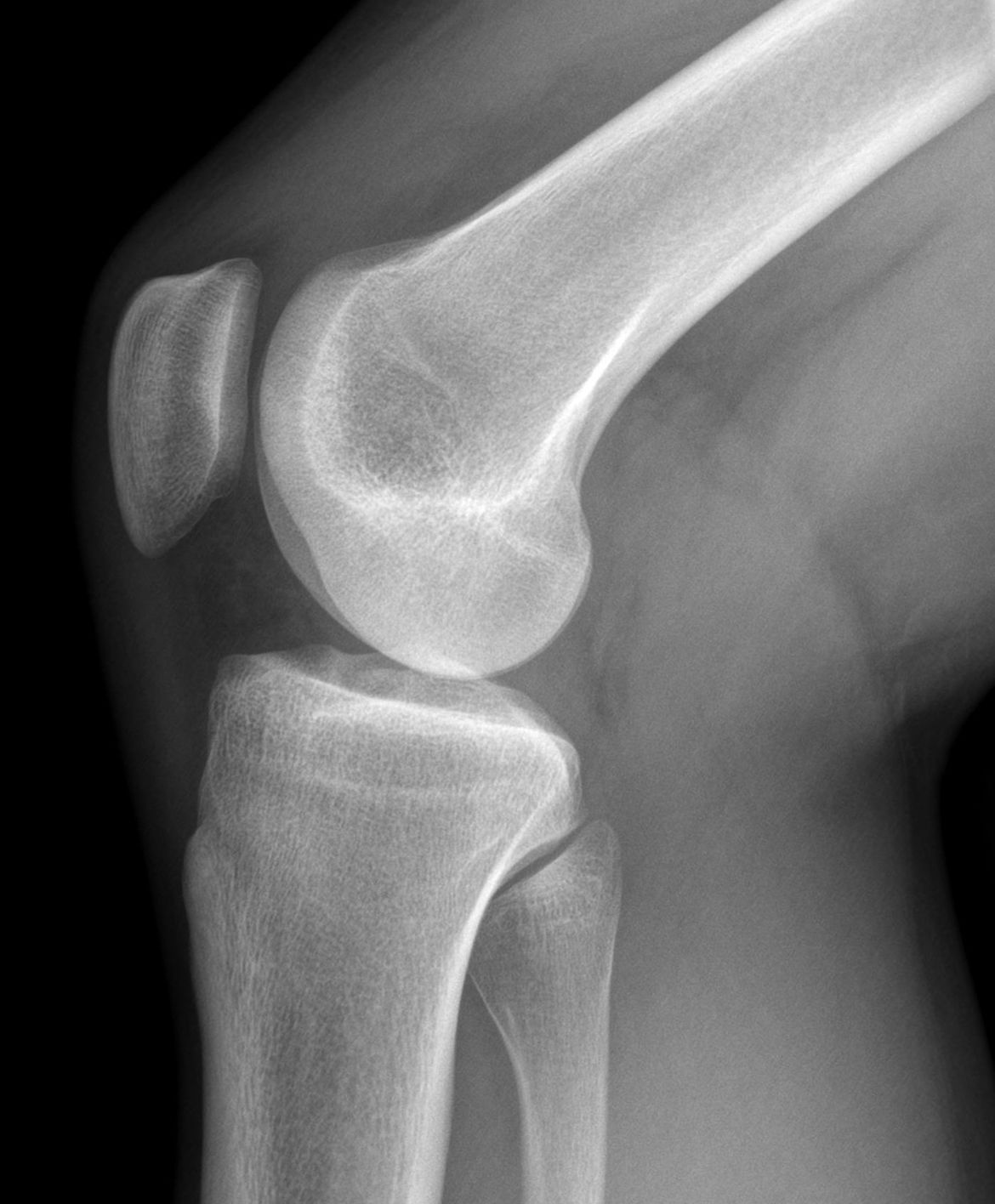
Raio-X de um joelho.
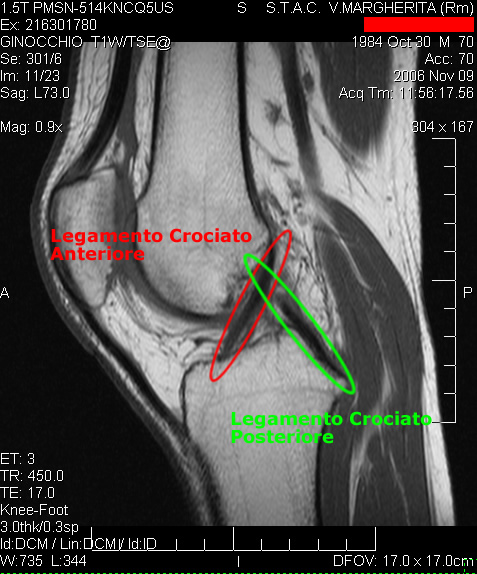
Ligamentos cruciformes.
Visão anterior e lateral do esqueleto do joelho.
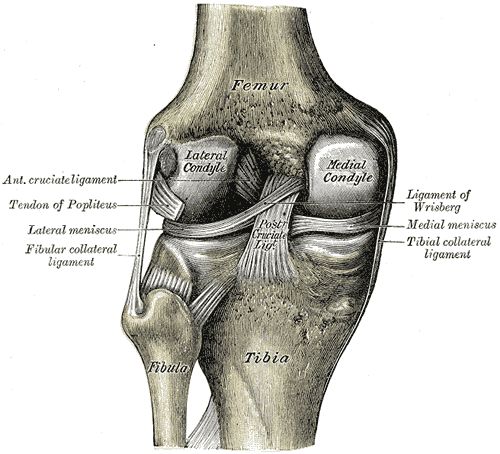
Articulação do joelho esquerdo por trás, mostrando os ligamentos interiores.
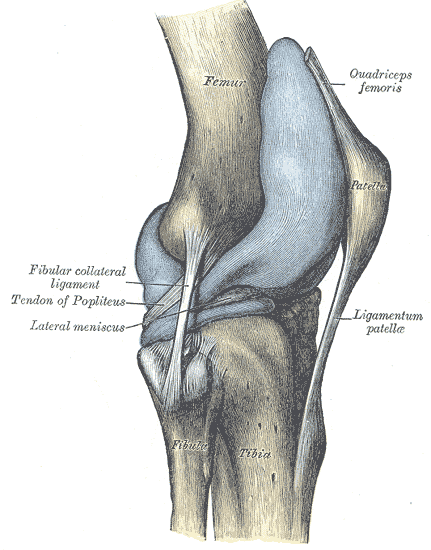
Cápsula da articulação do joelho direito (distendida). Aspecto lateral.